# فهرست جوایز و افتخارات دریافت شده توسط آنگلا مرکل

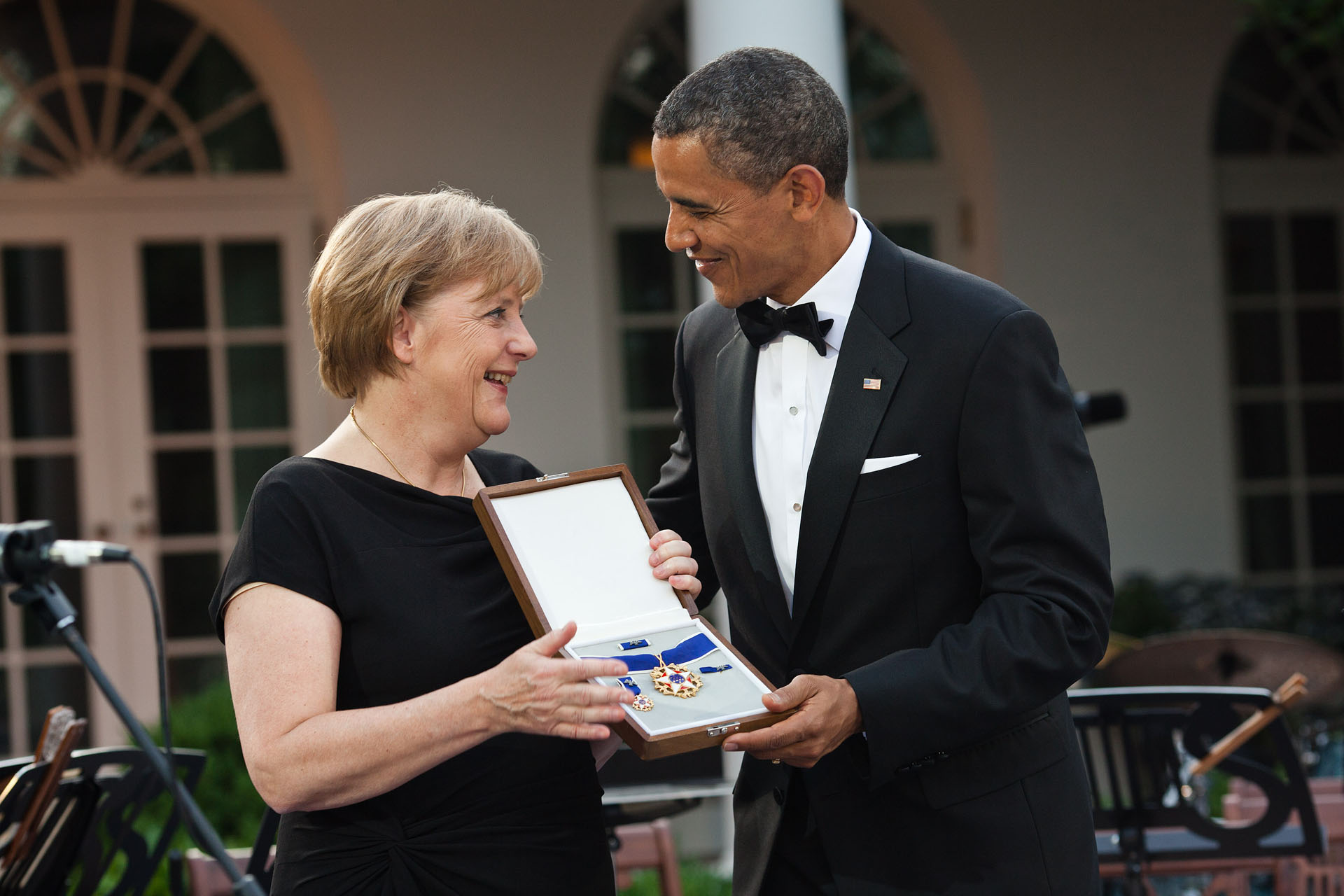
مرکل در سال ۲۰۱۱ نشان آزادی ریاست جمهوری را از باراک اوباما رئیس‌جمهور آمریکا دریافت کرد.

آنگلا مرکل از کشورهای متفاوت، دانشگاه‌ها و سایر سازمان‌های غیردولتی جوایز و افتخارات زیادی دریافت کرده است. مرکل از سال ۲۰۲۱ تا ۲۰۰۵ صدراعظم آلمان بود، مدت زمان تصدی وی تنها از هلموت کهل بیشتر بود و نخستین صدراعظم زن آلمان بود. در دوران صدارت خود، به‌طور گسترده‌ای رهبر بالفعل اتحادیه اروپا محسوب می‌شد. فوربز مرکل را در سال‌های ۲۰۱۵ و ۲۰۱۲، دومین فرد قدرتمند جهان، و چهارده بار به عنوان قدرتمندترین زن جهان معرفی کرد. مرکل نیز معمولاً به عنوان رهبر جهان آزاد توصیف شده است.
مرکل نخست‌وزیر ۶۶ ساله آلمانی‌هاست که بین سال‌های ۱۹۷۳ تا ۱۹۷۸ در رشته فیزیک در دانشگاه «کارل مارکس»، «لیپزیک» تحصیل کرده است. او در زمان دانشجویی، در طرح بازسازی ویرانه «موریتزباستئی» شرکت کرد. موریتزباستئی یک سنگر تاریخی است که بین سال‌های ۱۵۵۱ تا ۱۵۵۴ ساخته شده بود که از مهم‌ترین ساختمان‌های رنسانس در آلمان به‌شمار می‌رود. آنها درقالب یک پروژه دانشجویی فعالیت خود را برای بازسازی آن انجام دادند. او به‌همراه دیگر دانشجویان در پروژه مشترک دانشجویی دیگری، اقدام به تأسیس باشگاه و امکانات تفریحی در دانشگاه کردند. مرکل در دوران دانشجویی زبان روسی را فراگرفت و در رشته ریاضی و زبان‌روسی به چنان مهارتی رسیده بود که جوایزی را در این حوزه و نیز ریاضیات به خود اختصاص داد و تحصیلات دانشگاهی خود را با بهترین نمرات به‌پایان رساند. در سال‌های پایانی تحصیلش بود که به‌عنوان استادیار در دانشکده مهندسی دانشگاه مشغول به کار شد. او بین سال‌های ۱۹۷۸ تا ۱۹۹۰ به‌طور همزمان در مؤسسه مرکزی شیمی فیزیک آکادمی علوم در سکونتگاه مسکونی «آدلرزهوف» تحصیل و کار می‌کرد. او در آکادمی علوم، به‌عنوان یکی از اعضای دبیرخانه FDJ (مجری بازی‌های قرعه‌کشی ملی فرانسه) مشغول به کار شد. مرکل پس از کسب مدرک دکتری برای پایان‌نامه خود در زمینه شیمی کوآنتوم در سال ۱۹۸۶، به‌عنوان محقق شروع به کار کرد و مقالات مختلفی را منتشر نمود و تا سال ۱۹۹۶ فوق دکتری و تخصص PHD را همزمان با کرسی استادی در همین آکادمی بدست آورد.
او بین سال‌های ۲۰۰۷ تا ۲۰۱۹ بارها از سوی دانشگاه‌های مختلف موفق به دریافت دکتری افتخاری شده است.
جوایز و افتخارات دریافت شده توسط مرکل شامل یک شماره ویژه صلیب بزرگ درجه یک نشان شایستگی جمهوری فدرال آلمان، نشان آزادی ریاست جمهوری ایالات متحده و بیست و یک درجه دکتری افتخاری است.

## افتخارات دولتی

### افتخارات از آلمان
در ۱۷ آوریل ۲۰۲۳، مرکل سومین نفری است که نشان افتخار شایستگی جمهوری فدرال آلمان (آلمانی: Großkreuz in besonderer Ausführung دریافت کرد) از رئیس‌جمهور آلمان فرانک والتر اشتاین مایر دریافت کرده است. این شماره ویژه پیش از این به صدر اعظم وقت کنراد آدناور و هلموت کوهل به ترتیب در سال‌های ۱۹۹۸ و ۱۹۵۴ اعطا شده بود و مرکل به نخستین زنی تبدیل کرد که این افتخار را دریافت کرد. اشتاین مایر از جاه طلبی، هوش، اشتیاق و تعهد مرکل به مسئولیت‌هایش به عنوان صدراعظم آلمان تمجید کرد. بسیاری از ناظران دستاوردهای مرکل، به ویژه در دیپلماسی بین‌المللی و شکل‌دادن به سیاست آلمان را ستودند. برخی از منتقدان تصمیم اعطای این جایزه به مرکل را به دلیل میراث جنجالی او زیر سؤال بردند.

### افتخارات خارجی
| سال  | تصویر | نام کشور            | افتخار                                          | منبع          |
| ---- | ----- | ------------------- | ----------------------------------------------- | ------------- |
| ۲۰۰۶ |       | ایتالیا             | شوالیه صلیب بزرگ از نشان شایستگی جمهوری ایتالیا | [ ۱۷ ]        |
| ۲۰۰۷ |       | نروژ                | صلیب بزرگ نشان شایستگی سلطنتی نروژ              | [ ۱۸ ]        |
| ۲۰۰۸ |       | پرو                 | صلیب بزرگ از نشان خورشید پرو                    | [ ۱۹ ]        |
| ۲۰۰۹ |       | پرتغال              | نشان شاهزاده هنری                               | [ ۲۰ ]        |
| ۲۰۱۰ |       | امارات متحده عربی   | نشان زاید                                       | [ ۲۱ ]        |
| ۲۰۱۰ |       | بلغارستان           | نشان بلغارستان                                  | [ ۲۲ ] [ ۲۳ ] |
| ۲۰۱۱ |       | ایالات متحده آمریکا | نشان افتخار آزادی رئیس‌جمهوری                    | [ ۲۴ ]        |
| ۲۰۱۴ |       | اسرائیل             | نشان رئیس‌جمهور                                  | [ ۲۵ ]        |
| ۲۰۱۵ |       | اتریش               | نشان افتخار برای خدمات به جمهوری اتریش          | [ ۲۶ ]        |
| ۲۰۱۵ |       | مولداوی             | نشان جمهوری                                     | [ ۲۷ ]        |
| ۲۰۱۷ |       | لیتوانی             | نشان ویتاوتاس کبیر                              | [ ۲۸ ]        |
| ۲۰۱۹ |       | اسلواکی             | نشان صلیب دوبل سفید                             | [ ۲۹ ]        |
| ۲۰۱۹ |       | لتونی               | نشان سه ستاره                                   | [ ۳۰ ]        |
| ۲۰۲۱ |       | استونی              | نشان صلیب ترا ماریانا                           | [ ۳۱ ]        |
| ۲۰۲۱ |       | اوکراین             | نشان آزادی                                      | [ ۳۲ ]        |
| ۲۰۲۱ |       | اسلوونی             | نشان شایستگی‌های استثنایی                        | [ ۳۳ ]        |
| ۲۰۲۱ |       | بلژیک               | نشان لئوپولد                                    | [ ۳۴ ] [ ۳۵ ] |
| ۲۰۲۱ |       | لوکزامبورگ          | نشان شایستگی دوک اعظم لوکزامبورگ                | [ ۳۶ ]        |
| ۲۰۲۱ |       | اردن                | فرمان عالی رنسانس                               | [ ۳۷ ] [ ۳۸ ] |
| ۲۰۲۱ |       | فرانسه              | صلیب بزرگ نشان لژیون افتخار                     | [ ۳۹ ]        |
| ۲۰۲۱ |       | پرتغال              | نشان شاهزاده هنری                               | [ ۲۰ ]        |
| ۲۰۲۲ |       | هلند                | نشان شوالیه صلیبی                               | [ ۴۰ ] [ ۴۱ ] |

## مدارک افتخاری

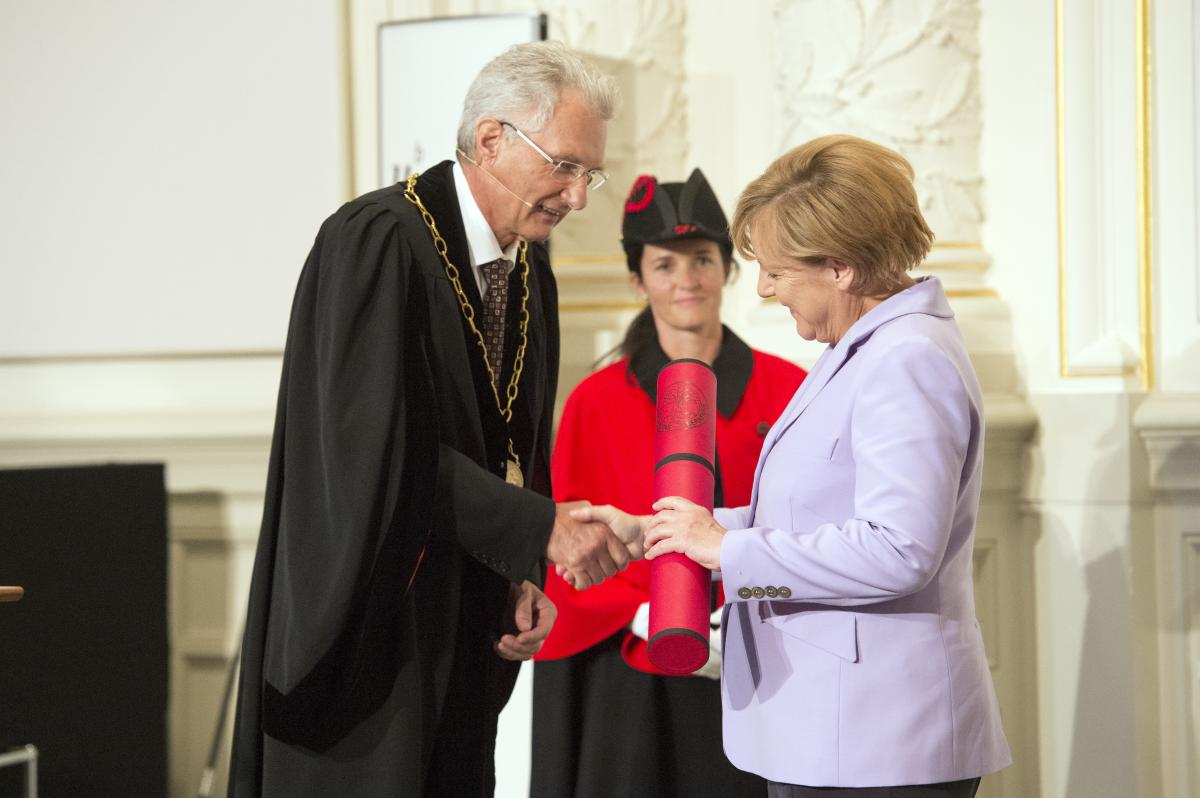
مرکل در سال ۲۰۱۵ دکترای افتخاری را از دانشگاه برن دریافت کرد.

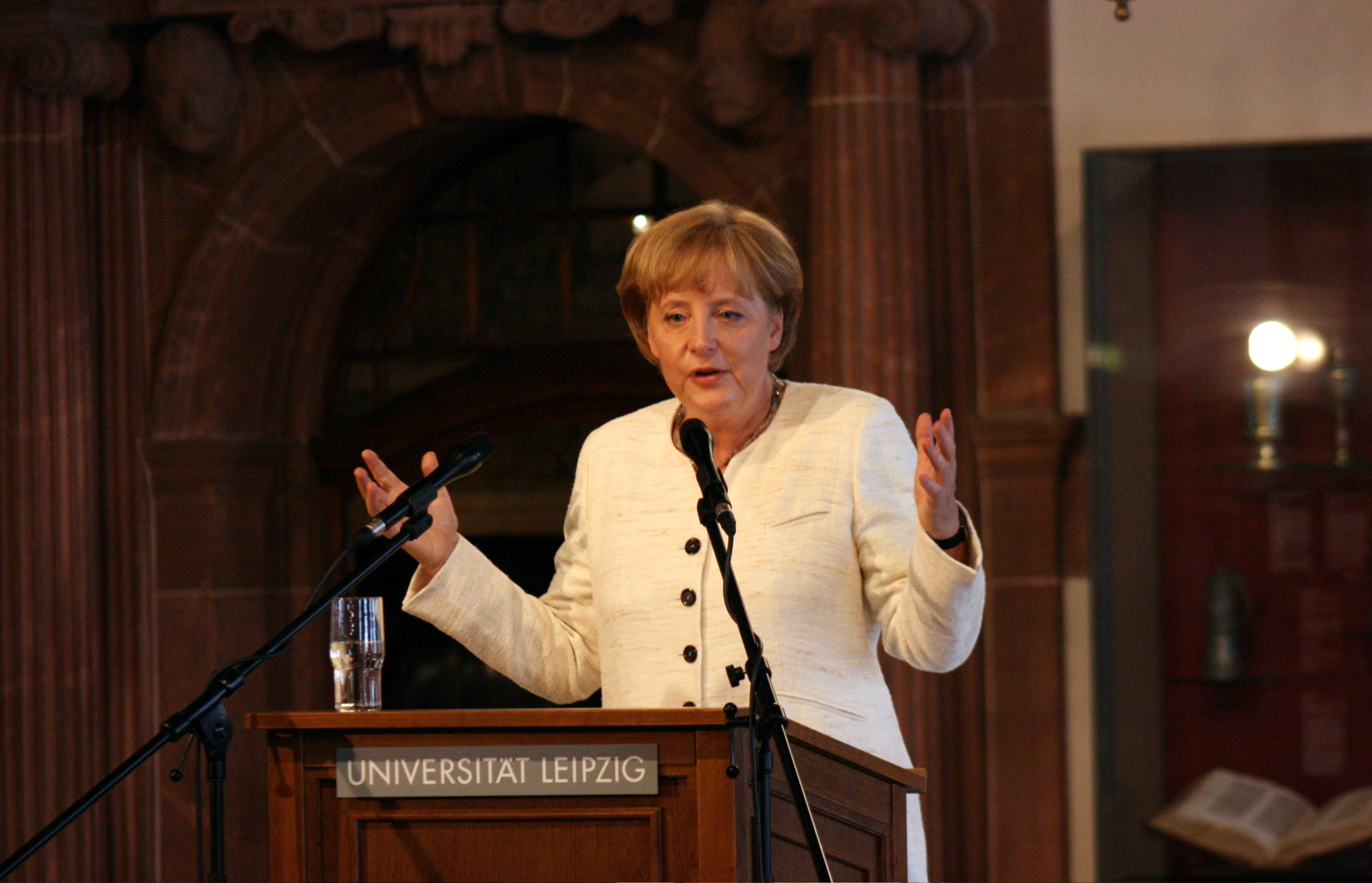
مرکل در سال ۲۰۱۹ هنگام بازدید از دانشگاه برای ایراد سخنرانی، دکترای افتخاری را از دانشکده مدیریت HHL لایپزیگ دریافت کرد.

تمام مدارک افتخاری دریافت شده توسط مرکل ، دکترای افتخاری بوده است.
| سال  | کشور                | موسسه، نهاد                                        | منبع                 |
| ---- | ------------------- | -------------------------------------------------- | -------------------- |
| ۲۰۰۷ | اسرائیل             | دانشگاه عبری اورشلیم                               | [ ۴۲ ]               |
| ۲۰۰۸ | آلمان               | دانشگاه لایپزیگ                                    | [ ۴۳ ]               |
| ۲۰۰۸ | لهستان              | دانشگاه دانش و فناوری وروتسواف                     | [ ۴۴ ]               |
| ۲۰۰۹ | ایالات متحده آمریکا | نیو اسکول                                          | [ ۴۵ ] [ ۴۶ ]        |
| ۲۰۰۹ | سوئیس               | دانشگاه برن                                        | [ ۴۷ ]               |
| ۲۰۱۰ | بلغارستان           | دانشگاه روس                                        | [ ۴۸ ]               |
| ۲۰۱۰ | رومانی              | دانشگاه بابش-بولیایی                               | [ ۴۹ ] [ ۵۰ ] [ ۵۱ ] |
| ۲۰۱۰ | کره جنوبی           | دانشگاه زنان اوها                                  | [ ۵۲ ]               |
| ۲۰۱۱ | اسرائیل             | دانشگاه تل آویو                                    | [ ۵۳ ]               |
| ۲۰۱۳ | هلند                | دانشگاه رادبود                                     | [ ۵۴ ]               |
| ۲۰۱۴ | اسلواکی             | دانشگاه کمنیوس براتیسلاوا                          | [ ۵۵ ]               |
| ۲۰۱۵ | مجارستان            | دانشگاه سگد                                        | [ ۵۶ ] [ ۵۷ ]        |
| ۲۰۱۶ | چین                 | دانشگاه نانجینگ                                    | [ ۵۸ ]               |
| ۲۰۱۷ | بلژیک               | به‌طور مشترک توسط دانشگاه خنت و دانشگاه کاتولیک لون | [ ۵۹ ] [ ۶۰ ]        |
| ۲۰۱۷ | فنلاند              | دانشگاه هلسینکی                                    | [ ۶۱ ] [ ۶۲ ]        |
| ۲۰۱۸ | اسرائیل             | دانشگاه حیفا                                       | [ ۶۳ ] [ ۶۴ ]        |
| ۲۰۱۹ | ایالات متحده آمریکا | دانشگاه هاروارد                                    | [ ۶۵ ]               |
| ۲۰۱۹ | آلمان               | دانشکده مدیریت HHL لایپزیگ                         | [ ۶۶ ]               |
| ۲۰۲۱ | ایالات متحده آمریکا | دانشگاه جانز هاپکینز                               | [ ۶۷ ]               |
| ۲۰۲۱ | اسرائیل             | تخنیون                                             | [ ۶۸ ]               |
| ۲۰۲۳ | فرانسه              | مؤسسه مطالعات سیاسی پاریس                          | [ ۶۹ ]               |

## جوایز و افتخارات مهم دیگر

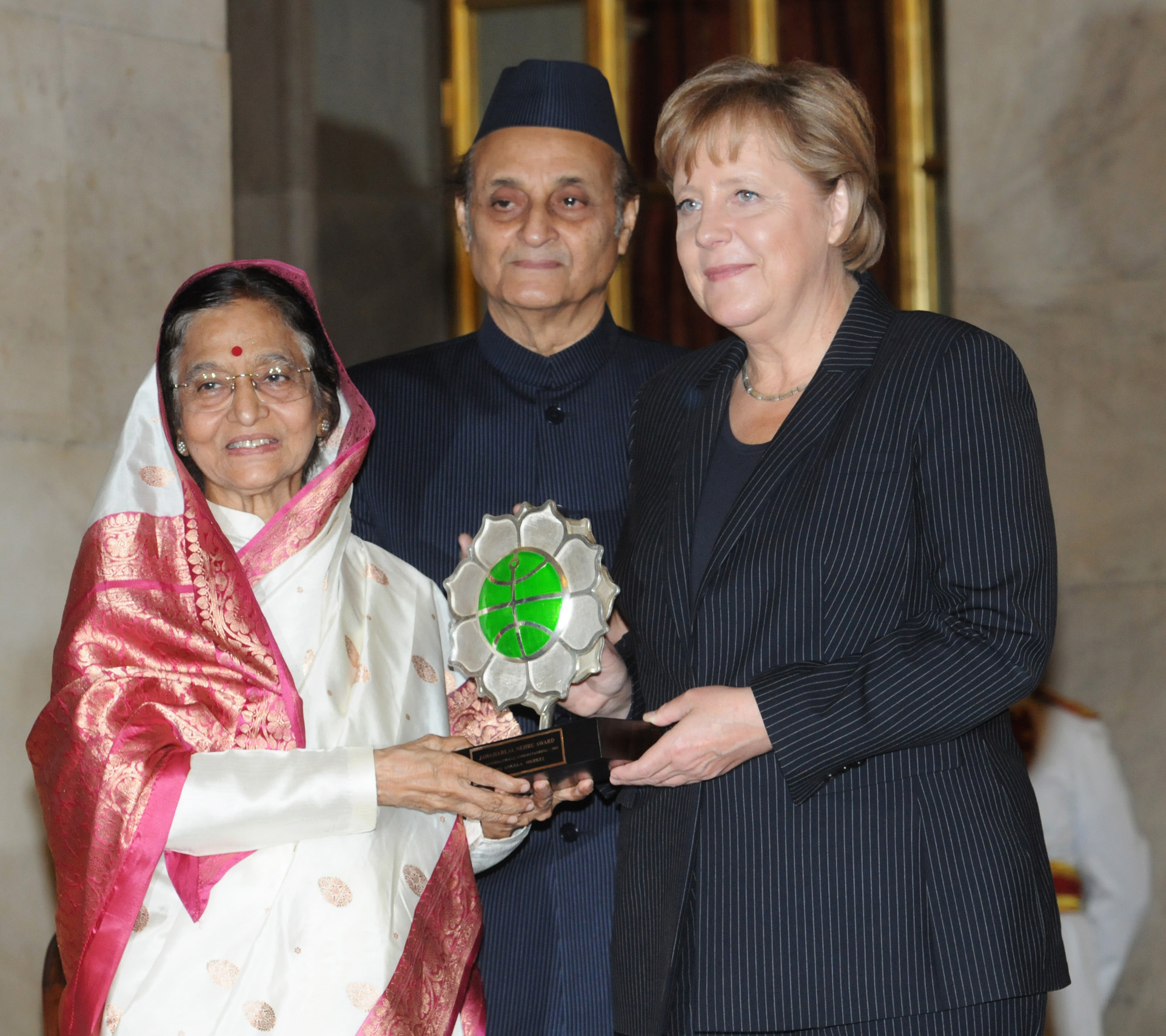
مرکل در سال ۲۰۰۹ برنده جایزه جواهر لعل نهرو برای تفاهم بین‌المللی در سال ۲۰۱۱ شد.

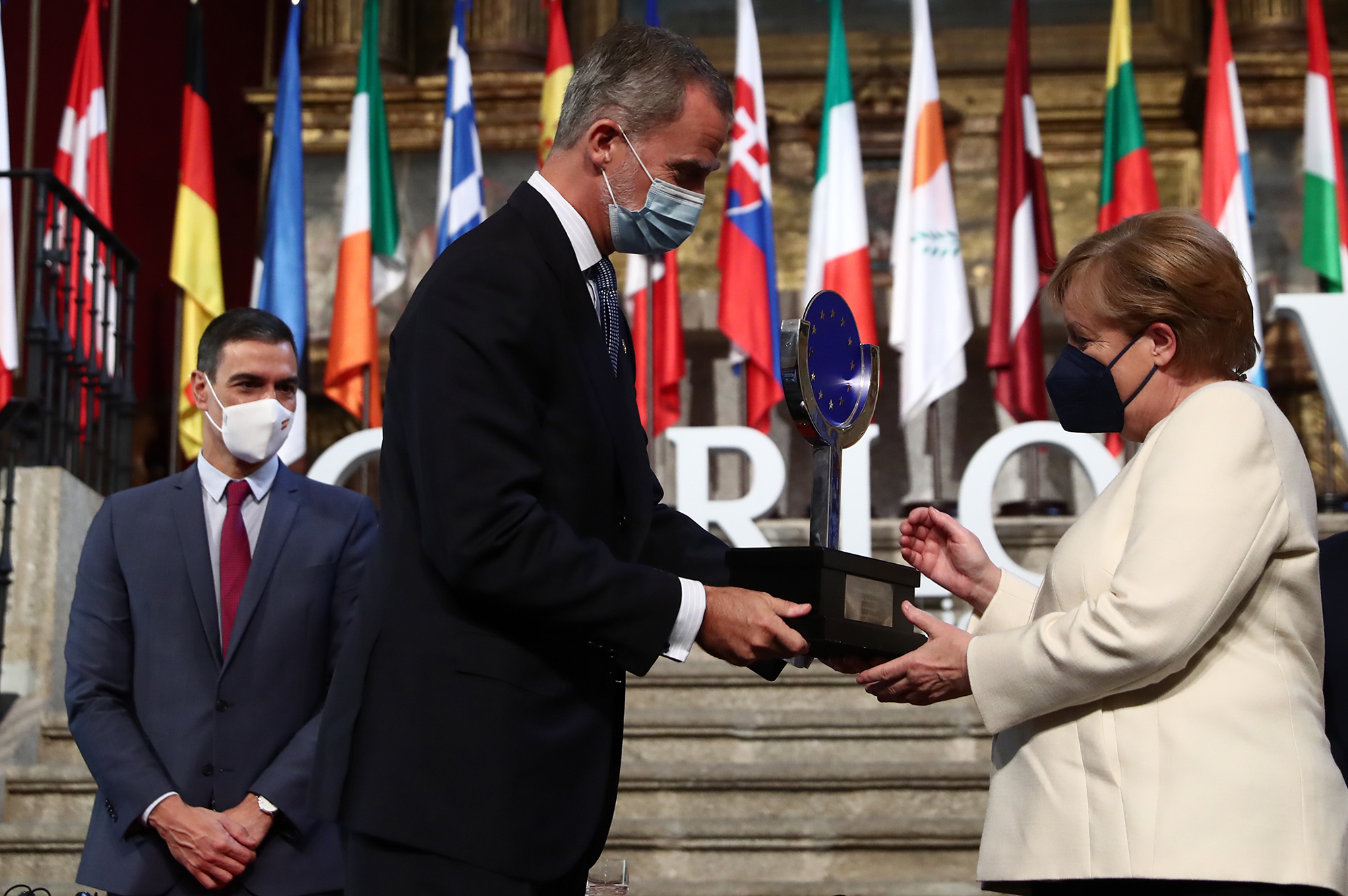
در سال ۲۰۲۱، پادشاه فیلیپه ششم جایزه اروپایی چارلز پنجم را به مرکل اعطا کرد.

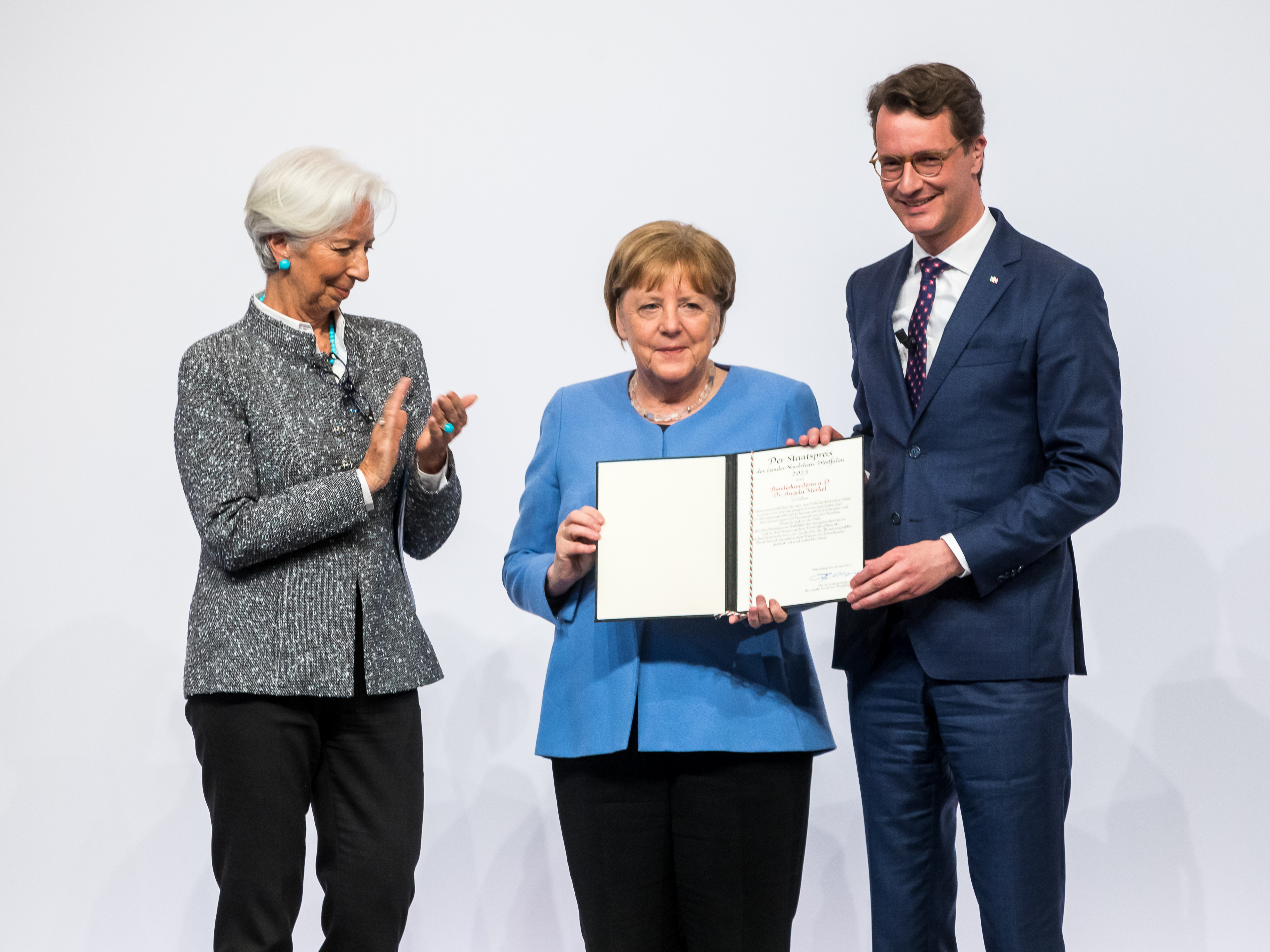
نشان شایستگی باواریا در سال ۲۰۲۳ به مرکل اعطا شد.

| سال  | جایزه                                                              | منبع          |
| ---- | ------------------------------------------------------------------ | ------------- |
| ۲۰۰۶ | جایزه چشم‌انداز اروپا                                               | [ ۷۰ ] [ ۷۱ ] |
| ۲۰۰۸ | جایزه شایستگی اروپا                                                | [ ۷۲ ]        |
| ۲۰۰۸ | جایزه شارلمانی                                                     | [ ۷۳ ] [ ۷۴ ] |
| ۲۰۱۰ | مدال شاه چارلز دوم از انجمن سلطنتی                                 | [ ۷۵ ]        |
| ۲۰۱۰ | جایزه رهبری جهانی از مؤسسه آمریکایی-آلمانی در دانشگاه جانز هاپکینز | [ ۷۶ ]        |
| ۲۰۱۰ | نشان لئو بایک                                                      | [ ۷۷ ] [ ۷۸ ] |
| ۲۰۱۱ | جایزه نور به ملل از کمیته یهودیان آمریکا                           | [ ۷۹ ]        |
| ۲۰۱۱ | جایزه جواهر لعل نهرو برای تفاهم بین‌المللی                          | [ ۸۰ ] [ ۸۱ ] |
| ۲۰۱۱ | جایزه تفاهم و مدارا از موزه یهود برلین                             | [ ۸۲ ]        |
| ۲۰۱۲ | جایزه هاینز گالینسکی                                               | [ ۸۳ ]        |
| ۲۰۱۳ | جایزه لرد یاکوبوویتس برای یهودیان اروپا از کنفرانس خاخام‌های اروپا  | [ ۸۴ ]        |
| ۲۰۱۳ | جایزه صلح ایندیرا گاندی                                            | [ ۸۵ ]        |
| ۲۰۱۵ | شخص سال                                                            | [ ۸۶ ]        |
| ۲۰۱۵ | جایزه آبراهام گیگر                                                 | [ ۸۷ ]        |
| ۲۰۱۶ | جایزه چهار آزادی                                                   | [ ۸۸ ] [ ۸۹ ] |
| ۲۰۱۷ | جایزه الی ویزل                                                     | [ ۹۰ ]        |
| ۲۰۱۷ | جایزه بین‌المللی برابری جنسیتی از طرف دولت فنلاند                   | [ ۹۱ ]        |
| ۲۰۱۹ | جایزه فولبرایت برای تفاهم بین‌المللی                                | [ ۹۲ ]        |
| ۲۰۲۰ | جایزه هنری ای کیسینجر                                              | [ ۹۳ ]        |
| ۲۰۲۰ | نشان بوبر روزنزوایگ                                                | [ ۹۴ ]        |
| ۲۰۲۱ | جایزه اروپایی چارلز پنجم                                           | [ ۹۵ ]        |
| ۲۰۲۲ | جایزه صلح فلیکس هوفویت-بوینی                                       | [ ۹۶ ]        |
| ۲۰۲۲ | جایزه پناهندگان نانسن                                              | [ ۹۷ ]        |
| ۲۰۲۳ | جایزه دولتی نوردراین-وستفالن                                       | [ ۹۸ ] [ ۹۹ ] |
| ۲۰۲۳ | نشان شایستگی باواریا                                               | [ ۱۰۰ ]       |